# Муцу (линейный корабль)
«Муцу» — линкор японского императорского флота. Второй корабль типа «Нагато».

## Довоенная служба
«Муцу» заложен 1 июня 1918 года, спущен 31 мая 1920 года, вошёл в строй в октябре 1921 года.
С целью обхода ограничений Вашингтонского морского соглашения 1922 года (устанавливавшего ограничения на тоннаж ВМФ Японской империи), официально было объявлено, что корабль имеет водоизмещение 33 000 тонн.
В 1927 и в 1933 годах на корабле во время военных учений находился император Хирохито. С 1933 по 1936 год «Муцу» проходил модернизацию, как и однотипный «Нагато». Действовал в китайских водах в 1937 г.-1938 г. и 1940 г.

## Служба в годы Второй мировой войны
7-13 декабря 1941 г. участвовал в рейде к островам Бонин и до сражения у Мидуэя линкор проходил манёвры и учебные стрельбы в водах Метрополии. При Мидуэй он входил в «Главные Силы» Ямамото, двигаясь в 300 милях позади авианосцев Нагумо, противника так и не увидел. После возвращения в Японию последовало двухмесячное бездействие.
Лишь 18 января 1942 года «Муцу» обеспечивал стрельбы новейшего линкора «Ямато». Мишенью был ветеран русско-японской войны — корпус бывшего броненосного крейсера «Ниссин». Стрельбы прошли успешно, мишень затонула.
Затем состоялся короткий визит в Куре и возвращение к месту постоянного базирования, где «Муцу» находился в полной боевой готовности, изредка выходя в море для учений.
12 февраля моряки «Муцу» наблюдали церемонию переноса флага командующего Объединенным флотом с линкора «Нагато» на линкор «Ямато».
С 28 февраля по 31 марта корабль совершил поход к островам Бонин, а с 5 по 27 марта проходил текущий ремонт в Куре. Весь апрель корабль простоял на рейде Хасирадзимы.
5 мая вместе с другими линкорами он выходит на стрельбы, прерванные после чрезвычайного происшествия в башне № 5 линкора «Хюга».
11 мая 1-я дивизия линкоров вышла в море на зенитные стрельбы. 15 мая «Муцу» вместе с «Нагато» и «Ямато» и тяжелыми крейсерами «Кумано», «Судзуя», «Могами», «Микума» проходили совместные учения. С 19 по 26 мая были проведены большие учения Объединенного флота.
29 мая 1942 «Муцу» вышел в море в рамках операции Mi (захват атолла Мидуэй). Линкор вошёл в состав главных сил под командованием адмирала Исороку Ямамото. В этом сражении у Мидуэя японский флот потерпели сокрушительное поражение. После завершения сражения 5 июня «Муцу» принял на борт спасенных с погибших авианосцев и дозаправил эсминцы. По некоторым данным, в это время линкор был атакован вражеской авиацией. 14 июня флот прибыл на рейд Хасирадзимы.
14 июля была проведена реорганизация Объединенного флота. В состав 1-й эскадры линкоров Первого флота вошли корабли типа «Ямато». В состав 2-я эскадры — линкоры «Нагато», «Муцу», «Фусо», «Ямасиро», «Исэ», «Хюга». Боевого использования этого соединения не планировалось. Линкоры находились в полной боевой готовности и в основном занимались боевой подготовкой.
«Муцу» с 22 по 29 июля прошёл докование в Куре.
9 августа линкор передали в состав 2-го флота, которым командовал вице-адмирал Нобутаке Кондо, для участия в операциях у Гуадалканала. Кондо планировал использовать линкоры в составе передовых сил.
11 августа с рейда Йокосуки вышли в море корабли передового соединения: линкор «Муцу», тяжелые крейсера «Атаго», «Такао», «Майя», «Хагуро», «Мёко», легкий крейсер «Юра» и 9 эсминцев. 17 августа соединение прибыло в лагуну Трука.
20 августа это соединение выходит в море для встречи с авианосцами адмирала Т. Нагумо. Вскоре японская летающая лодка обнаружила небольшой американский авианосец. На его перехват были посланы «Муцу», «Атаго» и несколько эсминцев. К этому времени авианосец «Лонг Айленд» (CVE-1) выполнил поставленную задачу, поднял в воздух самолёты для Гуадалканала и покинул район, поэтому поиски японских кораблей результатов не дали.
24 августа «Муцу» участвовал в бою у Восточных Соломоновых островов, находясь в охранении авиационного соединения. 27 августа японский самолёт-разведчик обнаружил американское соединение южнее Соломоновых островов, и «Муцу» в составе соединения вышел на перехват. Противник обнаружен не был, и вскоре был получен приказ возвращаться в порт. 2 сентября флот прибыл на Трук.
В этот период службы корабль стоял в лагуне, изредка выходя в море не учения. Положение с противовоздушной обороной отдаленного гарнизона в Рабауле осложнилось, и поэтому 20 сентября «Муцу» и «Ямато» были отправлены туда, передав офицеров-зенитчиков и матросов для обучения гарнизона.
17 октября в лагуну Трука прибыл пустой танкер «Кеньо Мару», и линкоры «Муцу» и «Ямато» передали на него часть своего топлива. Затем танкер ушел для снабжения малых кораблей, действовавших в районе Гуадалканала. До конца 1942 года «Муцу» простоял в лагуне Трука.
7 января в море вышло соединение кораблей Императорского флота в составе «Муцу», авианосца «Дзуйкаку», тяжёлого крейсера «Судзуя» и 4 эсминцев. Соединение взяло курс на Метрополию, по пути посетив Сайпан. Около японских островов эскадра разделилась: «Муцу» пошёл в Йокосуку, остальные корабли — в Куре. В Йокосуке линкор прошёл небольшой ремонт, а с 29 января по 6 февраля докование. Полностью работы были завершены к 15 февраля, и 16 февраля линкор прибыл в Хасирадзиму.
Весна 1943 года прошла в спокойной обстановке. С 27 по 31 мая корабль прошел очередное докование и затем вышел на рейд Хасирадзимы для длительной стоянки.
8 июня 1943 г. линкор стоял на флагманской банке, между островами Хасирадзима и Суошима. На борту корабля, помимо экипажа, находились 40 инструкторов и 113 кадетов школы морской авиации. Ближе всего к «Муцу» находились линкор «Фусо», лёгкий крейсер «Тацута» и новейшие эсминцы из состава 11-го дивизиона. Боцманская команда линкора готовилась к смене места стоянки, так как к гавани приближался флагманский линкор «Нагато».

## Гибель
8 июня 1943 года в 12:13 «Муцу» стоял на бочке на рейде Хасирадзимы, на борту находилось 1474 чел.: штатная команда и 153 курсанта и офицеры военно-морской лётной школы. В 12:13 по токийскому времени произошёл взрыв погреба кормовых башни ГК № 3. Корпус разломился надвое, носовая часть затонула сразу, корма, перевернувшись оставалась на плаву до начала следующих суток. Первыми его заметили на линкоре «Нагато», который в тот день направлялся в Хасирадзиму. Первыми к месту взрыва были направлены два катера с линкора «Фусо», которые приняли на борт бо́льшую часть спасшихся моряков. На место катастрофы также прибыли шлюпки с крейсеров «Могами» и «Тацута», подошли эсминцы «Таманами» и «Вакацуки». В районе катастрофы была объявлена противолодочная тревога, так как первой версией случившегося была атака из-под воды. Однако основной причиной взрыва является, скорее всего, халатность экипажа. После взрыва корабль разломился на две части и затонул. Из 1474 членов экипажа «Муцу» удалось спасти 353 человека. В числе погибших оказались командир линкора Миёси и старший офицер Оно Коро. Так-же погибло 100 кадетов морской авиации. Линейный корабль «Муцу» исключён из списков флота 1 сентября 1943 года.

## Причина гибели
Причиной гибели линкора предполагается самопроизвольный взрыв специального зенитного снаряда «тип 3» калибра 410 мм, который привёл к детонации погреба. Однако детальное изучение обстоятельств взрыва позволило сделать вывод о взрыве пороховых зарядов.

## Дальнейшая судьба
В июле 1944 года японцам удалось откачать с «Муцу» 580 тонн топлива, что в условиях жестокого дефицита горючего имело большое значение, но поднять корабль не удалось.
В 1970—1972 гг. ряд предметов (якоря, орудийные стволы и пр.), кормовая башня ГК , а затем носовая часть линкора были подняты на поверхность.

## Галерея

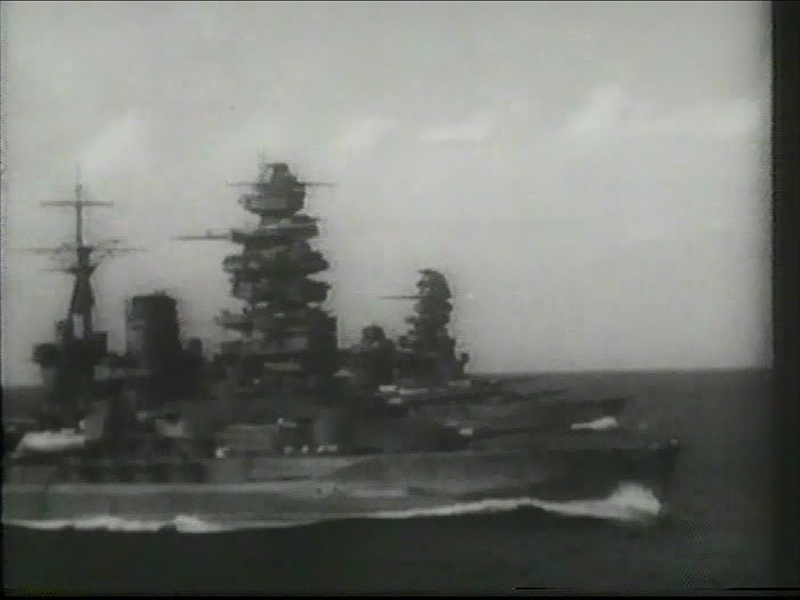
Линкор «Муцу» в 1940 году
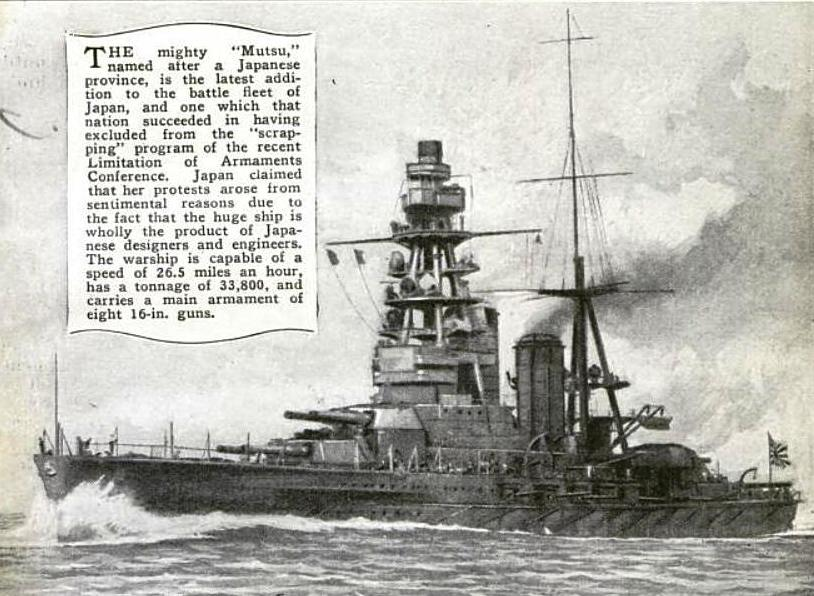
Линкор «Муцу» в 1922 году
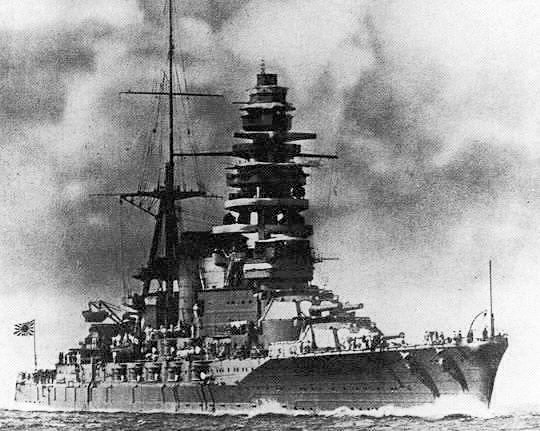
Линкор «Муцу»